# Deborah Falconer
Deborah Falconer est une actrice et chanteuse américaine née le 13 août 1965 à Sacramento.

## Filmographie
- 1993 : Short Cuts
- 1993 : Mr. Bluesman (de)
- 1991 : Brotherhood of the Gun
- 1991 : Les Doors
- 1991 : Pyrates
- 1988 : The Wrong Guys (en)